# Jukikaze (1939)
Jukikaze (雪風) byl osmý torpédoborec japonského císařského námořnictva třídy Kageró. Byl dokončen v lednu 1940 jako třetí z devatenácti torpédoborců třídy Kageró. Zúčastnil se druhé světové války v Tichomoří, kterou přežil jako jediný torpédoborec ze své třídy.
V prosinci 1941 podporoval japonskou invazi na Filipíny a v lednu 1942 vylodění na Celebesu. Nadále pak pokračoval v podpoře japonského postupu Holandskou východní Indií, včetně účasti na bitvě v Jávském moři. Počátkem června se zúčastnil bitvy u Midway a v září bitvy u Santa Cruz. V listopadu byl lehce poškozen v první námořní bitvě u Guadalcanalu, ale již v únoru 1943 podnikl tři evakuační plavby ke Guadalcanalu v rámci operace KE. V březnu byl jedním ze čtyř torpédoborců, které přežily bitvu v Bismarckově moři a poté se věnoval transportním a doprovodným povinnostem. Během „krysích transportů“ s posilami pro ostrov Kolombangara se v červenci zúčastnil bitvy u tohoto ostrova. V roce 1944 se (mimo jiné) v rámci doprovodných povinností zúčastnil v červnu bitvy ve Filipínském moři a v říjnu série bitev u Leyte. V dubnu 1945 doprovázel bitevní loď Jamato na její sebevražedné plavbě k Okinawě – po sérii amerických leteckých útoků byl jedním ze čtyř torpédoborců, které se dokázaly vrátit zpátky do Japonska, kde ho rovněž zastihla japonská kapitulace.
Po válce se věnoval repatriačním plavbám a v červenci 1947 byl – jako válečná reparace – předán námořnictvu Čínské republiky a přejmenován na Tan-jang (DD-12). Během občanské války zůstal věrný Republice a po ústupu na Tchaj-wan aktivně sloužil až do roku 1966. Roku 1970 (nebo 1971) byl sešrotován.

## Popis
Jukikaze patřil do I. série třídy Kageró a byl objednán na základě doplňovacího programu pomocných plavidel z roku 1937. Jeho výzbroj po dokončení tvořilo šest 127mm děl typu 3. roku ve třech dvouhlavňových věžích typu C (jedné na přídi a dvou na zádi) a dva čtyřhlavňové 610mm torpédomety typu 92 modelu 4. Pro ně bylo neseno až šestnáct torpéd typu 93. Protiletadlovou výzbroj (pomineme-li možnost použití 127mm kanónů) tvořily zpočátku dva dvouhlavňové komplety 25mm kanónů typu 96.
Během války byla postupně posilována protiletadlová a protiponorková výzbroj. V květnu 1943 byla v Kure vyměněna 25mm dvojčata za trojhlavňové komplety, přibylo nové 25mm dvojče na nové platformě před můstkem a na můstek byl instalován detektor radarového záření.
Během druhé modernizace v září a říjnu 1943 byla v Kure sejmuta zadní vyvýšená dělová věž (č. 2) a nahrazena dvěma 25mm trojčaty. Byl instalován centimetrový přehledový radar 22-gó na předním stěžni, metrový přehledový radar typu 13-gó na zadním stěžni a vylepšen sonar.
V červenci a srpnu 1944 bylo v Kure instalováno čtrnáct jednohlavňových 25mm kanónů (čtyři na přední palubě po stranách můstku a protiletadlové platformy, další dvě dvojice po stranách za předním a zadním torpédometem, dvě dvojice po stranách zadní nástavby a poslední dvojice na zádi), čímž byl dosažen finální počet 28 hlavní. Původní radar typu 22-gó byl nahrazen modifikovanou verzí téhož typu, která měla umožnit řízení palby radarem, ale výsledky nedosáhly očekávání. Pravděpodobně touhle dobou byly na zádi instalovány dvě skluzavky hlubinných náloží, které tak doplnily původní dvojnásobný (Y砲 Y-hó, čili Y-gun) vrhač hlubinných náloží typu 94 (爆雷投射機 bakurai tóšaki). Podle Čihaja & Abe měl být (nejpozději koncem roku 1944) můstek Jukikaze vybaven dodatečným pancéřováním z nanýtovaných plechů – obdobně, jako fotograficky doložený můstek sesterského Isokaze. Fukui uvádí stav protiletadlové výzbroje při kapitulaci jako dvacet čtyři 25mm kanónů (4xIII, 1xII a 10xI) a čtyři jednohlavňové 13,2mm kulomety typu 93, ale v doprovodné ilustraci s rozmístěním výzbroje uvádí stejnou výzbroj, jakou měl Jukikaze obdržet v červenci a srpnu 1944 podle Čihaja & Abe – tedy 28× 25mm.
V prosinci 1944 byl v Kure instalován nový sonar typu 3.
Po japonské kapitulaci byl Jukikaze odzbrojen, sejmut byl i radar typu 13-gó (byl ponechán pouze radar 22-gó) a na palubě (přední, zadní a místo torpédometů) byly instalovány provizorní nástavby pro zvětšení ubytovací kapacity repatriantů.
Jako Tan-jang se znovuvyzbrojení dočkal až po ústupu na Tchaj-wan. Na přídi byla instalována dvojice původně japonských 127mm kanónů (je možné, že se jednalo o 127mm kanóny typu 89) ve společné lafetaci neznámého (pravděpodobně čínského) původu. Je možné, že se jednalo o děla z pobřežní baterie na hoře Šou (壽山 shòushān) u Kao-siungu. Ty doplnily čtyři původně japonské 100mm kanóny typu 98 ve dvou dvouhlavňových věžích (v superpozici) na zádi. Pravděpodobně se jednalo o čínské lafetace, neboť jejich tvar podle fotografií neodpovídá ani původnímu modelu A, ani A-1. V tomhle případě se jednalo o kanóny demontované z pozemní protiletadlové baterie v distriktu Cuo-jing, Kao-siung. Protiletadlovou výzbroj doplnilo osm rovněž původně japonských 25mm kanónů. Původní torpédomety nebyly instalovány kvůli nedostatku torpéd typu 93.
Kvůli nedostatku munice do japonských kanónů byl Tan-jang v roce 1956 přezbrojen na kanóny americké provenience. Tři jednohlavňové 127mm (5"/38) kanóny v nekrytých lafetacích byly umístěny na místě původních dělových věží: jeden na přídi a dva (v superpozici) na zádi.  Ty doplňovaly dva jednohlavňové 76,2mm (3"/50) kanóny v nekrytých lafetacích na místě bývalých torpédometů (zadní kanón byl umístěn na dopředu prodloužené zadní nástavbě). Protiletadlovou výzbroj dotvářelo podle Čihaja & Abe sedmnáct 40mm Boforsů, ale podle Čung-kuo ťün-ťien š' jüe kchan jich bylo pouze deset.

## Služba v císařském námořnictvu
Japonská kapitulace 15. srpna 1945 zastihla Jukikaze v Maizuru.

## Repatriační plavidlo
Dne 5. října 1945 byl Jukikaze vyškrtnut ze seznamu lodí japonského císařského námořnictva. Následně byl v období do 10. února 1946 v Maizuru kompletně odzbrojen, sejmut byl i radar 13-gó, a následně se zapojil do repatriací japonských vojáků a civilistů zpět do Japonska. Do 18. prosince téhož roku vykonal patnáct repatriačních plaveb, během nichž přepravil 13 056 osob:
5x Čchin-chuang-tao
4x Okinawa
2x Bangkok
2x Rabaul
1x Čchüan-čou
1x Port Moresby

## Reparace a služba v námořnictvu Čínské republiky
Po ukončení repatriací si vítězné mocnosti rozdělili zbývající plavidla bývalého císařského námořnictva mezi sebe. Jukikaze měl reputaci dobře udržované lodě a podle Čihaja & Abe byl tou nejlepší lodí mezi ostatními plavidly určenými k reparacím. Poté, co Jukikaze navštívilo několik námořních inspekcí jednotlivých států, byl torpédoborec přidělen Čínské republice.
Stále neozbrojený Jukikaze vyplul 1. července 1947 ze Saseba a 3. července zakotvil v Šanghaji. Následně byl 6. července oficiálně předán námořnictvu Čínské republiky a přejmenován na Tan-jang (丹陽; DD-12).
Nejprve zůstal Tan-jang neozbrojen a teprve po ústupu na Tchaj-wan byl vyzbrojen původně japonskými kanóny (viz Popis) a následně sloužil jako vlajková loď námořnictva Čínské republiky. Těsně po vyzbrojení navštívil 16. října 1952 Filipíny. Roku 1956 byl Tan-jang přezbrojen na americké kanóny a v aktivní službě sloužil až do roku 1966 (podle Čihaja & Abe „přibližně 1965“), kdy byl vyřazen. Následně jej využívala námořní akademie v Kao-siungu. V květnu 1970 byl tajfunem vržen na břeh a ještě téhož roku bylo rozhodnuto o jeho sešrotování. Stalo se tak buď ještě v roce 1970, nebo až 1971.
V roce 1971 byla kotva a kormidlo vráceny Japonsku a uloženy v námořním muzeu na Etadžimě.